# Tajuria berenis
Tajuria berenis är en fjärilsart som beskrevs av Druce 1896. Tajuria berenis ingår i släktet Tajuria och familjen juvelvingar. Inga underarter finns listade i Catalogue of Life.

## Bildgalleri

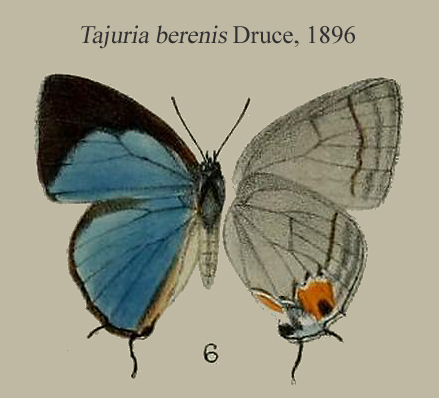